# Maulachgau
Der Maulachgau oder Mulachgau war ein mittelalterlicher Gau im heutigen nordöstlichen Baden-Württemberg und nordwestlichen Bayern, benannt nach der Maulach, einem Nebenfluss der Jagst.
Der Gau umfasste ein Gebiet, in dem heute unter anderem die Orte Crailsheim, Ilshofen und Langenburg liegen.
Die Stadt Rothenburg ob der Tauber wird manchmal dem Maulachgau zugerechnet, diese Zuordnung ist aber ungesichert.
Grafensitz war wohl die Stöckenburg bei Vellberg, möglicherweise aber auch die Burg Flügelau.
Erstmals sicher erwähnt wird der Maulachgau in einer Urkunde Kaiser Ludwigs des Frommen aus dem Jahr 822.

## Gaugrafen
1024 und 1033 war ein Heinrich, wohl aus der Familie der Grafen von Lobenhausen, Graf im Maulachgau. Andere Grafen werden nicht urkundlich erwähnt.

## Alternative Schreibweisen
Andere Schreibweisen sind beispielsweise Mulahgowe, Muleggowi oder Mulagcowe.